# Desigualtats quàntiques
Les desigualtats quàntiques són limitacions locals sobre la magnitud i l'extensió de les distribucions de la densitat d'energia negativa en l'espai-temps. Inicialment concebudes per aclarir un problema de llarga data en la teoria quàntica de camps (és a dir, el potencial de densitat d'energia negativa sense restriccions en un punt), les desigualtats quàntiques han demostrat tenir una àmplia gamma d'aplicacions.
La forma de les desigualtats quàntiques recorda el principi d'incertesa.

## Condicions energètiques en la teoria clàssica de camps
La teoria de la Relativitat General d'Einstein consisteix en una descripció de la relació entre la curvatura de l'espai-temps, d'una banda, i la distribució de la matèria al llarg de l'espai-temps, de l'altra. Aquests detalls precisos d'aquesta relació estan determinats per les equacions d'Einstein
{\displaystyle G_{\mu \nu }=\kappa T_{\mu \nu }}
Aquí, el tensor d'Einstein {\displaystyle G_{\mu \nu }} descriu la curvatura de l'espai-temps, mentre que el tensor energia-moment {\displaystyle T_{\mu \nu }} descriu la distribució local de la matèria. ( {\displaystyle \kappa } és una constant.) Les equacions d'Einstein expressen relacions locals entre les magnituds implicades; concretament, es tracta d'un sistema d'equacions diferencials parcials de segon ordre no lineals acoblades.
En aquest punt es pot fer una observació molt senzilla: el punt zero de l'energia-impuls no és arbitrari. Afegir una "constante" al costat dret de les equacions d'Einstein afectarà un canvi en el tensor d'Einstein i, per tant, també en les propietats de curvatura de l'espai-temps.
Tots els camps de matèria clàssics coneguts obeeixen a certes " condicions energètiques ". La condició energètica clàssica més famosa és la "condició d'energia feble"; això afirma que la densitat d'energia local, mesurada per un observador que es mou al llarg d'una línia del món semblant al temps, no és negativa. La condició d'energia feble és essencial per a molts dels resultats més importants i potents de la teoria de la relativitat clàssica, en particular, els teoremes de singularitat de Hawking et al. La radiació de Hawking suggereix que els forats negres emeten energia tèrmica a causa d'efectes quàntics, tot i que res s'escapa directament del seu horitzó d'esdeveniments. Aquest procés s'alinea amb les desigualtats quàntiques, que estableixen límits estrictes de quanta energia pot aparèixer o desaparèixer en un espai determinat. Aquestes desigualtats asseguren que la radiació Hawking es mantingui coherent amb les lleis de la física, reforçant la realitat d'ambdós fenòmens i la seva connexió en condicions extremes d'espai-temps. A més, tenim la desigualtat de Penrose, que és una regla que diu que la massa (o energia) d'un forat negre està relacionada amb la mida del seu horitzó d'esdeveniments (el límit més enllà del qual res pot escapar). Aquesta idea admet la "censura còsmica", que és la idea que mai podem veure directament una singularitat "nua" (un punt de densitat infinita dins d'un forat negre).
Al món quàntic, que tracta amb partícules molt petites, aquesta regla s'amplia per incloure una cosa anomenada "entropia". L'entropia és una manera de mesurar com de desordenat o caòtic és un sistema. La idea és que l'entropia total (o el desordre) d'un sistema, incloent tant el forat negre com la matèria quàntica que l'envolta, no hauria de disminuir mai. Aquesta idea ajuda a garantir que les lleis de la física es mantinguin coherents, fins i tot en l'estrany món de la mecànica quàntica.

## Condicions energètiques en la teoria quàntica de camps
La situació en la teoria quàntica de camps és força diferent: el valor esperat de la densitat d'energia pot ser negatiu en qualsevol punt donat. De fet, les coses són encara pitjor: ajustant l'estat del camp de matèria quàntica, el valor d'expectativa de la densitat d'energia local es pot fer arbitràriament negatiu.

### Desigualtats
La forma general de la desigualtat quàntica de la línia mundial és la següent equació. Hi ha moltes variacions cap a les desigualtats quàntiques, però d'aquí es deriven totes.

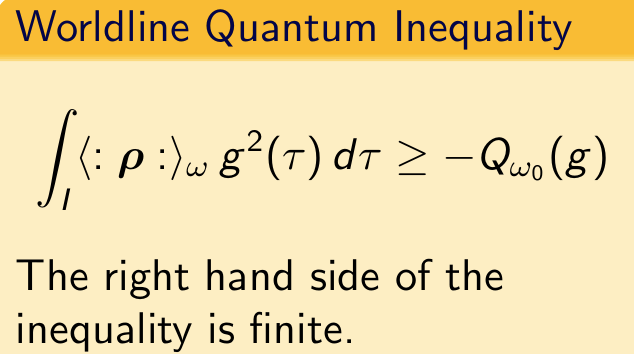
Desigualtat quàntica de la línia mundial

 Per a camps escalars lliures, sense massa i mínimament acoblats, per a tots {\displaystyle \tau _{0}>0} la següent desigualtat es manté al llarg de qualsevol línia del món d'observador inercial amb velocitat {\displaystyle u^{i}} i el temps adequat {\displaystyle \tau } :
{\displaystyle {\frac {\tau _{0}}{\pi }}\int _{-\infty }^{\infty }{\frac {\langle T_{ij}u^{i}u^{j}\rangle d\tau }{\tau ^{2}+\tau _{0}^{2}}}\geq -{\frac {3}{32\pi ^{2}\tau _{0}^{4}}}.}

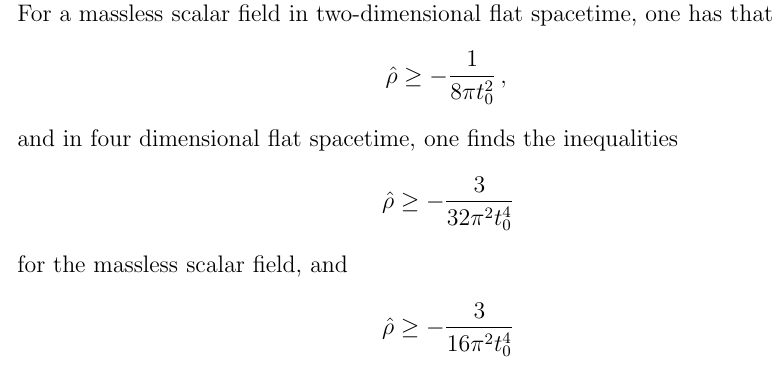
Densitat d'energia en desigualtats quàntiques

Això implica la condició mitjana d'energia feble com {\displaystyle \tau _{0}\rightarrow \infty }, però també posa límits més estrictes a la durada dels episodis d'energia negativa.
Es poden construir límits similars per a camps escalars o electromagnètics massius. Els teoremes relacionats impliquen que els polsos d'energia negativa han de ser compensats amb un pols positiu més gran (amb la magnitud creixent amb l'augment de la separació del pols).
Tingueu en compte que la desigualtat anterior només s'aplica als observadors inercials: per als observadors accelerats hi ha límits més febles o sense límits.

## Aplicacions
Les distribucions de la densitat d'energia negativa comprenen el que sovint es coneix com a matèria exòtica i permeten diverses possibilitats intrigants: per exemple, la unitat d'Alcubierre pot permetre un viatge espacial més ràpid que la llum.
Les desigualtats quàntiques restringeixen la magnitud i l'extensió espai-temps de les densitats d'energia negativa. En el cas de l'accionament de deformació d'Alcubierre esmentat anteriorment, les desigualtats quàntiques prediuen que la quantitat de matèria exòtica necessària per crear i mantenir la "bombolla" de la unitat de deformació supera amb escreix la massa-energia total de l'univers.